# Miltalie
Miltalie är en ort i Australien. Den ligger i kommunen Franklin Harbour och delstaten South Australia, omkring 220 kilometer nordväst om delstatshuvudstaden Adelaide. Orten hade 67 invånare år 2021.